# Cervera de la Cañada
Cervera de la Cañada es un municipio y localidad española de la provincia de Zaragoza, en la comunidad autónoma de Aragón. El término municipal tiene una población de 259 habitantes (INE 2024).

## Etimología
La etimología de la palabra Cervera no tiene nada que ver con el perro Cerbero, guardián de los Infiernos en la mitología griega. Dada la antigüedad del nombre, cabe suponerle un origen prelatino, y relacionarlo con la raíz pre-indoeuropea kar, ker (peña), seguida de la raíz ibero-vasca -erri (lugar). El nombre de Cervera designaría pues un lugar en la peña, que encaja perfectamente con la descripción del municipio.

## Geografía
Integrado en la comarca de Comunidad de Calatayud, se sitúa a 93 kilómetros de Zaragoza. El término municipal está atravesado por la carretera nacional N-234, entre los pK 274 y 276, además de por carreteras locales que permiten la comunicación con Aniñón y Villalengua. 
El relieve del municipio está definido por el valle de la rambla de Ribota al norte y la sierra de Armantes por el sur. La altitud oscila entre los 976 metros al sur, en plena sierra de Armantes, y los 620 metros a orillas de la rambla de Ribota. El pueblo se alza a 693 metros sobre el nivel del mar. 
| Noroeste: Villalengua | Norte: Villarroya de la Sierra y Aniñón | Nordeste: Aniñón                  |
| Oeste: Moros          |                                         | Este: Aniñón y Torralba de Ribota |
| Suroeste: Ateca       | Sur: Calatayud                          | Sureste: Torralba de Ribota       |

## Historia
A mediados del siglo XIX, el lugar contaba con una población censada de 525 habitantes. La localidad aparece descrita en el sexto volumen del Diccionario geográfico-estadístico-histórico de España y sus posesiones de Ultramar de Pascual Madoz de la siguiente manera:

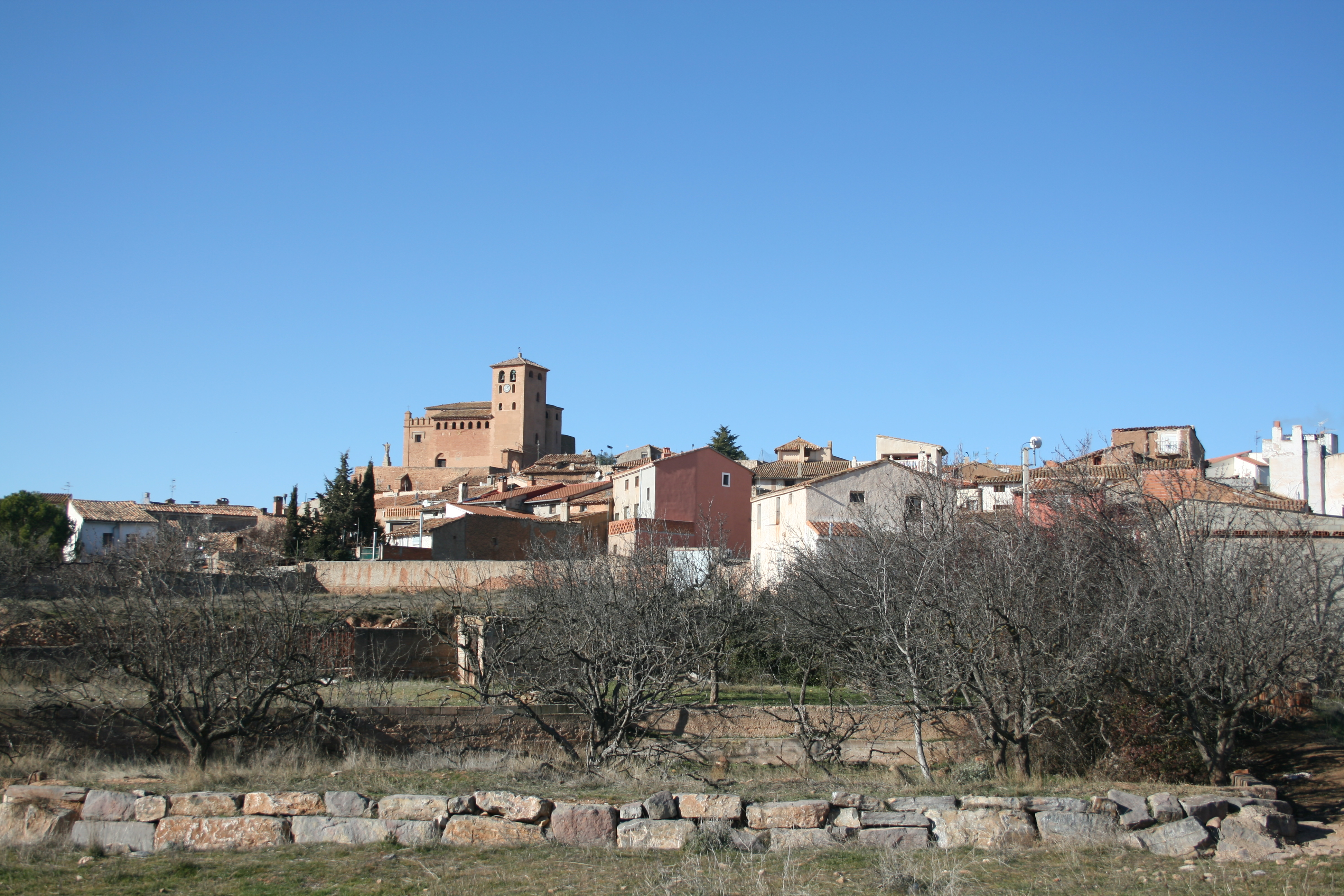
Vista de la localidad

CERVERA DE LA CAÑADA ó DE ANIÑON: l. con ayunt. en la prov., aud. terr. y c. g. de Zaragoza (16 leg.), part. jud. y adm. de rent. de Ateca (2), y dióc. de Tarazona (14): sit. en una llanura en la falda de un cerro, es combatido principalmente por los vientos N. y O., y disfruta de un clima saludable y templado; sus enfermedades mas comunes son reumas, pulmonias y afecciones de pecho. Tiene 166 casas inclusa la consistorial distribuidas en una plaza y varias calles: una escuela de niños concurrida por 30 alumnos, y dotada con 1,200 rs.; una igl. parr. (La Asuncion) servida por un cura cuya vacante provee el ordinario en concurso general. Los vecinos se surten del agua de una fuente que hay en la pobl. El cementerio está en parage ventilado. En sus afueras hay 3 ermitas llamadas la una Ntra. Sra. de la Verdad, otra San Gregorio Ostrense, y la otra San Roque. Confina el térm. N. Villaraja; E. Toral; S. Moras, y O. Villangua. El terreno es bastante fértil; tiene una parte secano, plantado de cepas, y el restante de la vega bañada por el r. Cañada que tiene su origen en el térm. de Claves. caminos: son locales; la correspondencia se recibe por cartero de Calatayud. prod.: vino, trigo, cebada y algunas legumbres; se cria ganado lanar, caza de liebres y perdices. ind.: un molino harinero, y 3 fáb. de aguardiente. comercio: esportacion de vino é importacion de otros art. pobl. 110 vec., 525 alm.: cap. imp. 96,400 rs.: contr. 19,717.
(Madoz, 1847, p. 361)

## Demografía
Cervera de la Cañada cuenta con una población de 259 habitantes (INE 2024).
| Gráfica de evolución demográfica de Cervera de la Cañada entre 1842 y 2021                                                                                             |
| |
| Población de derecho según los censos de población del INE Población de hecho según los censos de población del INEEn este censo se denominaba Cervera de Aniñón: 1842 |

## Administración y política
| Período   | Alcalde                  | Partido |  |
| --------- | ------------------------ | ------- |  |
| 1979-1983 | Jesús Gregorio Abad Abad | UCD     |  |
| 1983-1987 |                          |         |  |
| 1987-1991 |                          |         |  |
| 1991-1995 |                          |         |  |
| 1995-1999 |                          |         |  |
| 1999-2003 |                          |         |  |
| 2003-2007 |                          |         |  |
| 2007-2011 | Pascual Royo Gómez       | PSOE    |  |
| 2011-2015 | Pascual Royo Gómez       | PSOE    |  |
| 2015-2019 | Pascual Royo Gómez       | PSOE    |  |

| Partido político    | Partido político                                   | 2003   | 2007   | 2011   | 2015   |
| Partido político    | Partido político                                   | Ediles | Ediles | Ediles | Ediles |
|                     | Partido de los Socialistas de Aragón (PSOE-Aragón) | 1      | 3      | 4      | 3      |
|                     | Partido Aragonés (PAR)                             | 1      | 1      | 2      | 2      |
|                     | Independientes                                     | —      | —      | —      | 2      |
|                     | Partido Popular de Aragón (PP)                     | 4      | 2      | 1      | 0      |
|                     | Ciudadanos (CS)                                    | —      | —      | —      | 0      |
|                     | Chunta Aragonesista (CHA)                          | 1      | 1      | —      | —      |
| Total de concejales | Total de concejales                                | 7      | 7      | 7      | 7      |

## Patrimonio

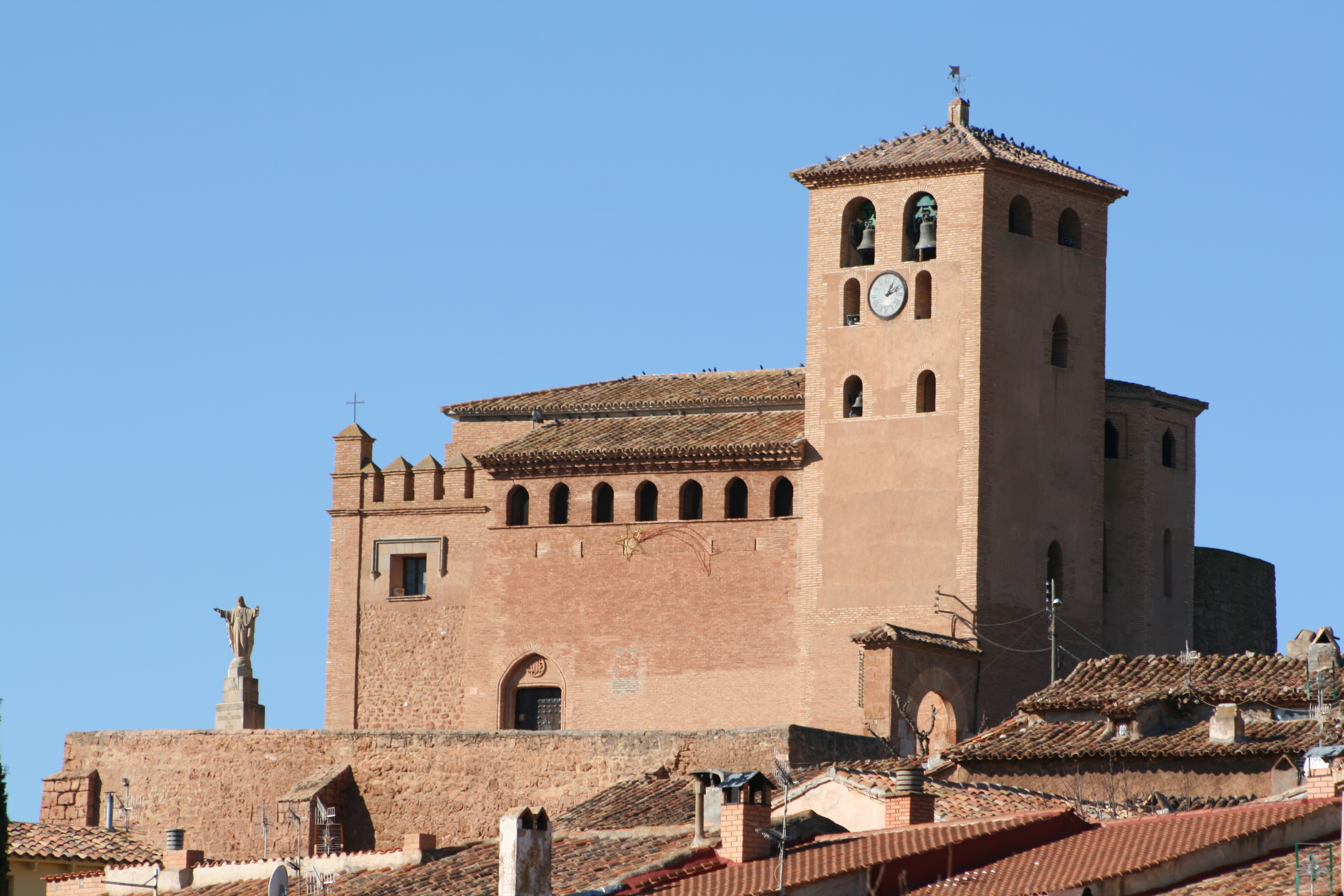
Iglesia de Santa Tecla

La iglesia parroquial de Santa Tecla es Patrimonio de la Humanidad de la Unesco desde 2001.